# Édouard Dujardin

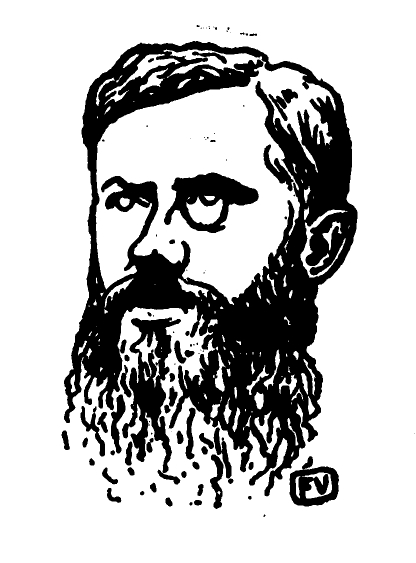
Édouard Dujardin porträtterad av Félix Vallotton.

Édouard Dujardin född 10 oktober 1861 i Saint-Gervais-la-Forêt, Loir-et-Cher, död 31 oktober 1949 i Paris, var en fransk författare.
Dujardin var en framträdande person inom den symbolistiska rörelsen genom sitt redaktörskap för flera kulturtidskrifter som till exempel Revue wagnérienne. Åren 1913 till 1922 undervisade han i religionshistoria vid Sorbonne. År 1937 tillhörde han grundarna av Académie Mallarmé.